# Colin Powell (economista)
Geoffrey Colin Powell (17 de setembro de 1937 – 13 de maio de 2019) foi um economista britânico que influenciou o desenvolvimento dos serviços industriais financeiros de Jersey, uma das Ilhas do Canal da Mancha, na Europa. O trabalho de Powell intitulado de Economic Survey of Jersey foi publicado em 1971 e ajudou a recomendar a diversificação da economia agrária e turística da ilha para os serviços financeiros. Powell atuou como consultor econômico do governo entre 1969 e 1992. Ele foi comandante da Ordem do Império Britânico (CBE). Considerado uma das opiniões mais respeitadas da economia e também amplamente conhecido como o arquiteto do setor financeiro de Jersey, Powell faleceu em maio de 2019.

## Vida pessoal

Localização da Ilha de Jersey e do Canal da Mancha no globo

Powell nasceu da união de Eric e Kate em 1937 e estudou na Escola Wallington County Grammar em Sutton, sul de Londres. Ele se formou no Jesus College, Cambridge, com um diploma de primeira classe em Economia, em 1961. Powell se casou com Jennifer Mary Catt em 1962. Ele foi pai de Clare, Katherine e Helen. Sogro de Tim, Simon e Will. Avô de Emily, Ben, Max, William, Bea, James, Lottie, Florence e Felix. Ele foi contratado pelos Estados de Jersey em 1969 para atuar como conselheiro econômico do governo entre 1969 e 1992, após trabalhar por cinco anos em uma função semelhante na Irlanda do Norte. O oficial de justiça Sir William Bailhache salientou que em 1962, quando o Sr. Powell foi nomeado Conselheiro Econômico do Governo, “o Produto Interno Bruto (PIB) da ilha era estimado em £1.069 per capita e passou a ser £54.000 per capita quando ele deixou o cargo de Chefe do Executivo em 2000”.
A primeira tarefa de Powell em Jersey foi trabalhar com o Comitê de Finanças e Economia juntamente com o presidente do comitê, o senador Cyril Le Marquand. Uma matéria publicada pela jornal The Economist em 1970, intitulada de Tax Havens and their uses, adotou a definição de Powell sobre os paraísos fiscais quando ele afirmou que o termo significa uma área na qual há “a existência de um conjunto de medidas estruturais tributárias criadas deliberadamente para tirar vantagem de, e explorar a demanda mundial de oportunidades para se envolver em evasão tributária". No mesmo ano, Powell recebeu instruções do governo de realizar uma pesquisa para estabelecer a natureza e as características da economia da ilha e fornecer previsões para uma possibilidade de crescimento.

## A pesquisa econômica de Jersey

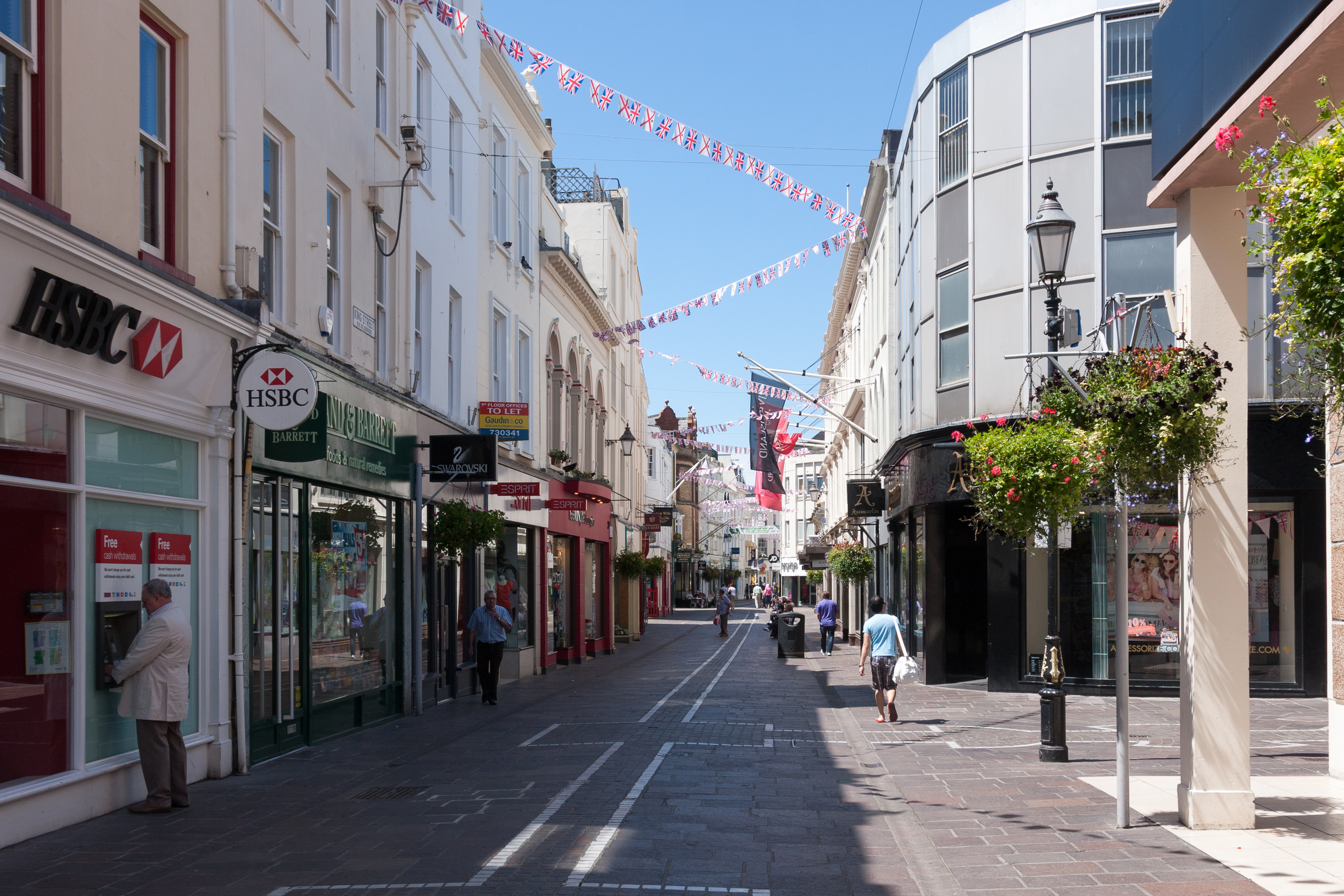
Rua do rei, Santo Helério, Capital da Ilha de Jersey

A pesquisa de Powell, intitulada de Economic Survey of Jersey, foi publicada em 1971 e foi um dos trabalhos mais significativos de sua carreira. Seu livro de capa dura com mais de 300 páginas foi uma pesquisa detalhada da economia local que previu com sucesso a necessidade de diversificação da economia da ilha devido ao seu declínio turístico. A pesquisa continua relevante e ainda é citada por muitos atualmente. Ela foi um plano para o desenvolvimento de Jersey. Nela, Colin cobriu desde padrões de cultivo e frete aéreo até a recuperação de terras e tratamento de esgoto, dedicando espaço para a imigração e a proteção ambiental. Na época do estudo, metade da renda de Jersey vinha do setor turístico. As finanças contribuíam com apenas 9%. Powell defendeu o "favorecimento de empresas de alta qualidade" que proporcione uma grande expansão da economia de Jersey nas décadas seguintes, com a abertura das fronteiras para a sede de instituições globais como o Citibank, o HSBC e a Royal Trust Company do Canadá, enquanto vários negócios complementares também floresceram no local, fornecendo serviços jurídicos, contábeis, fiduciários e de administração de fundos.

Países membros do Grupo de Ação Financeira Internacional (GAFI)

O Economic Survey of Jersey não foi, para Powell, apenas uma questão de receitas e despesas anuais. Seu objetivo geral era “manter e elevar o padrão de vida dos moradores locais, preservando a comodidade da ilha”. Sua percepção não foi óbvia – que manter a beleza natural de Jersey poderia estar em desacordo com o seu desenvolvimento – mas sim que os dois aspectos, embora muitas vezes em conflito, poderiam ser complementares. Powell acreditava que os fatores que tornam Jersey atraente – seja para residentes, turistas, imigrantes ricos ou para o setor financeiro – não deveriam ser sacrificados por ganhos de curto prazo. De 1981 a 2011, Powell foi nomeado presidente do Grupo de Supervisores do Centro Financeiro Internacional (anteriormente o Grupo Internacional de Supervisores Bancários), o qual tem 18 jurisdições. Mais tarde, tornou-se Presidente do Grupo de Trabalho Bancário Transfronteiriço do Comitê de Supervisão Bancária de Basileia. Isso lhe proporcionou atuar no Grupo de Ação Financeira Internacional (GAFI) e no combate ao financiamento do terrorismo e à lavagem de dinheiro, além de ter sido colíder em outros dois grupos da força-tarefa contra o uso indevido de veículos corporativos e a lavagem de dinheiro decorrente do tráfico de pessoas.

Brasão de Jersey

Jersey se saiu muito bem com a estratégia que Powell traçou para ela. Durante a década de 70, muitos dos grandes bancos norte-americanos, europeus e britânicos abriram filiais em Santo Helério, capital da ilha. Em 1974, a maior alíquota marginal do Reino Unido sobre os rentabilidade financeira atingiu 98%. Confrontados com a perspectiva de manter apenas dois centavos de cada libra esterlina em dividendos que ganhavam, os britânicos ricos investiram em Jersey o máximo que puderam. Sobre isso Powell afirmou que “eles sabem que Jersey tem estabilidade política, não tem partidos. Não vai se deparar com uma mudança repentina nos arranjos tributários para a esquerda, para a direita ou para qualquer direção.” Jersey tem estabilidade fiscal. As empresas estrangeiras que se registraram na ilha não pagaram nenhum imposto, enquanto os bancos, advogados, contadores e administradores locais que as ajudaram, pagaram 20% sobre seus rendimentos – uma fração do que foi pago por suas contrapartes no Reino Unido. A taxa era baixa mas, com tantos negócios acontecendo, os cofres do governo incharam.
Powell escreveu em seu estudo que "se as atrações de Jersey como uma área de baixa tributação derivam dos altos níveis de taxação do Reino Unido, a ilha não deveria ser criticada por proporcionar um alívio". Oliver Bullough descreveu o estudo de Powell como "curiosamente anárquico para um economista de estado" e parafraseou dizendo que "em outras palavras, se as leis são idiotas, não há nada de errado em contorná-las". Escrevendo para o Bailiwick Express, após a morte de Powell, Fiona Potigny descreveu o seu trabalho como "uma análise forense dos futuros desafios para a economia de Jersey que fez previsões precisas décadas antes do tempo" e que Powell era "amplamente considerado o arquiteto do setor financeiro da ilha".

## Carreira

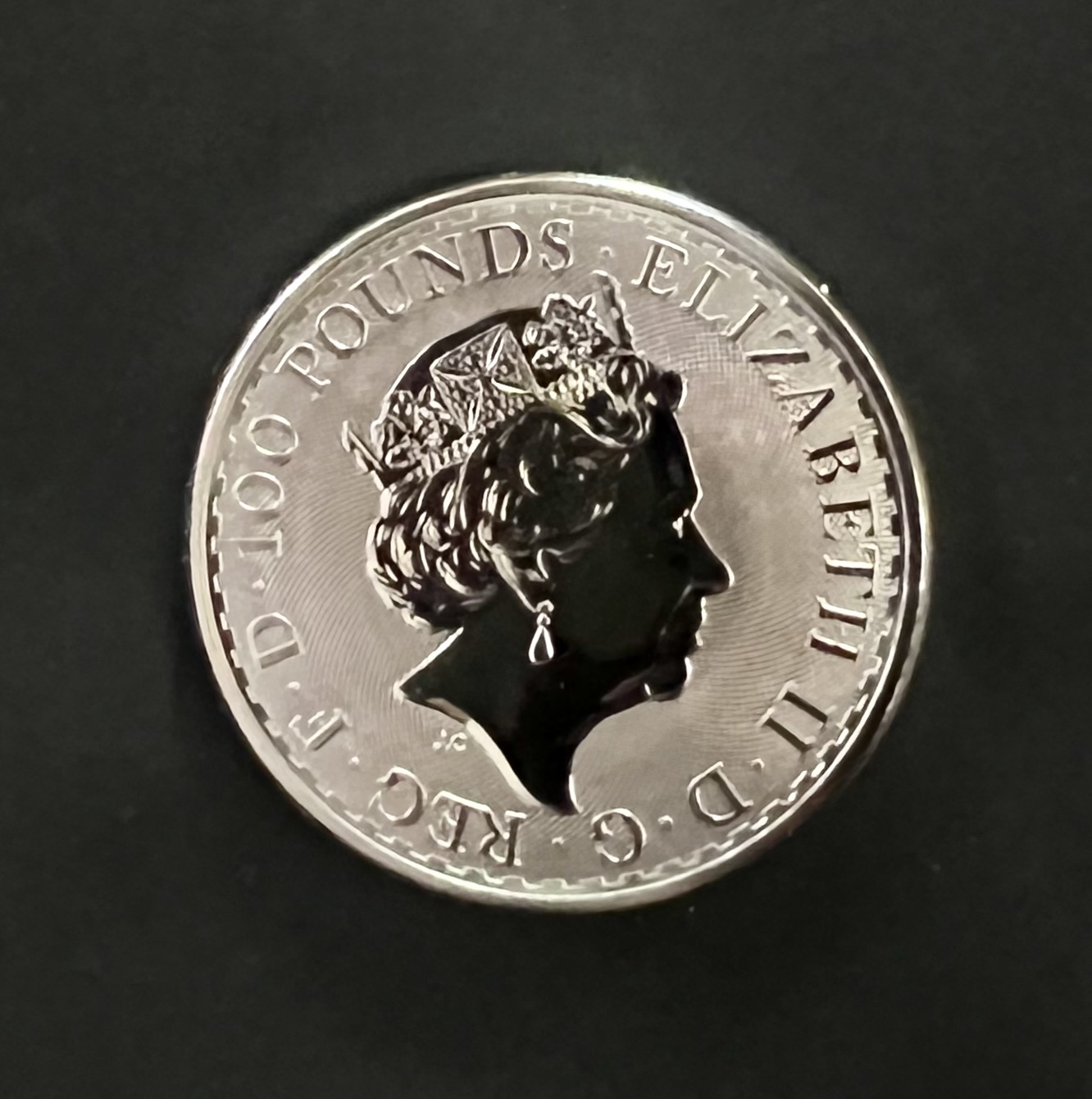
Moeda Britânica

Em 1984, Powell conheceu John Le Fondré, que mais tarde se tornou senador e ministro-chefe da ilha. Ele trabalhou com o pai de John e com ambos no futuro. Nas três décadas após a posse de Powell, o orçamento anual de Jersey aumentou, em termos reais, cinco vezes. Jersey construiu novas escolas, novos hospitais, novas estradas, um novo porto e um novo cais. O desemprego era de apenas 2%. O governo tinha tanto dinheiro que escondia o valor anual de despesas por precaução. O imposto de renda era de apenas 20 centavos por libra. Não havia imposto sobre herança, nem imposto sobre o valor acrescentado. Não havia imposto sobre ganhos de capital, nem sobre lucros corporativos, se a empresa estivesse fora da ilha. Comparava-se isso com a Grã-Bretanha devastada por conflitos, onde, até o final do mandato de Margaret Thatcher, a taxa marginal máxima de imposto de renda era de 60% e um em cada oito adultos estava desempregado.
Um artigo publicado em 1984 pela revista World Today, da Chatham House, observou que os moradores de Jersey tinham quase o dobro de telefones por residência do que os britânicos e mais que o dobro de carros. A ilha era um milagre de abundância que de alguma forma combinou um abrangente estado de bem-estar social com taxas de impostos para satisfazer libertários entusiasmados. Sua reputação era de um refúgio bem regulamentado, em meio à turbulência política que afligia o Reino Unido, e o dinheiro continuava entrando.
No final da década de 80, Jersey evoluiu de servidora dos depositantes do Reino Unido para o lugar que evitava impostos. Quando as autoridades em Moscovo quiseram esconder os fundos do Partido Comunista nos últimos dias da União Soviética, eles os colocaram em Jersey. Quando os oligarcas pós-soviéticos quiseram ocultar sua propriedade de ativos, os estruturaram em Jersey. Quando os sul-africanos quiseram evitar sanções relacionadas ao apartheid, o fizeram por meio de Jersey. Powell tinha tanto trabalho a fazer para acompanhar a economia que havia desencadeado que, em 1987, teve que contratar um assistente, John Christensen.
Powell também trabalhou como grão-chanceler do governo de 1992 a 1998. Ele se aposentou dessa função, mas permaneceu ativo na comunidade financeira como consultor de assuntos internacionais no departamento do Ministro-Chefe e foi nomeado Oficial da Ordem do Império Britânico (OBE) em 1995. Em 1998, ele foi nomeado comissário da Comissão de Serviços Financeiros, vice-presidente logo em seguida, depois presidente da Comissão no período de 1999 a 2009. Colin Powell foi um dos principais defensores da necessidade de serviços para crianças e jovens em Jersey. Ainda em 1999, ele assumiu o cargo de presidente do Comitê de Campanha da Parada Integral de Jersey e, desde então, ajudou a arrecadar milhões de libras para executar os serviços da NSPCC, instituição na qual ele foi membro honorário do conselho, ajudando a garantir um novo centro em Stopford Road, na capital.

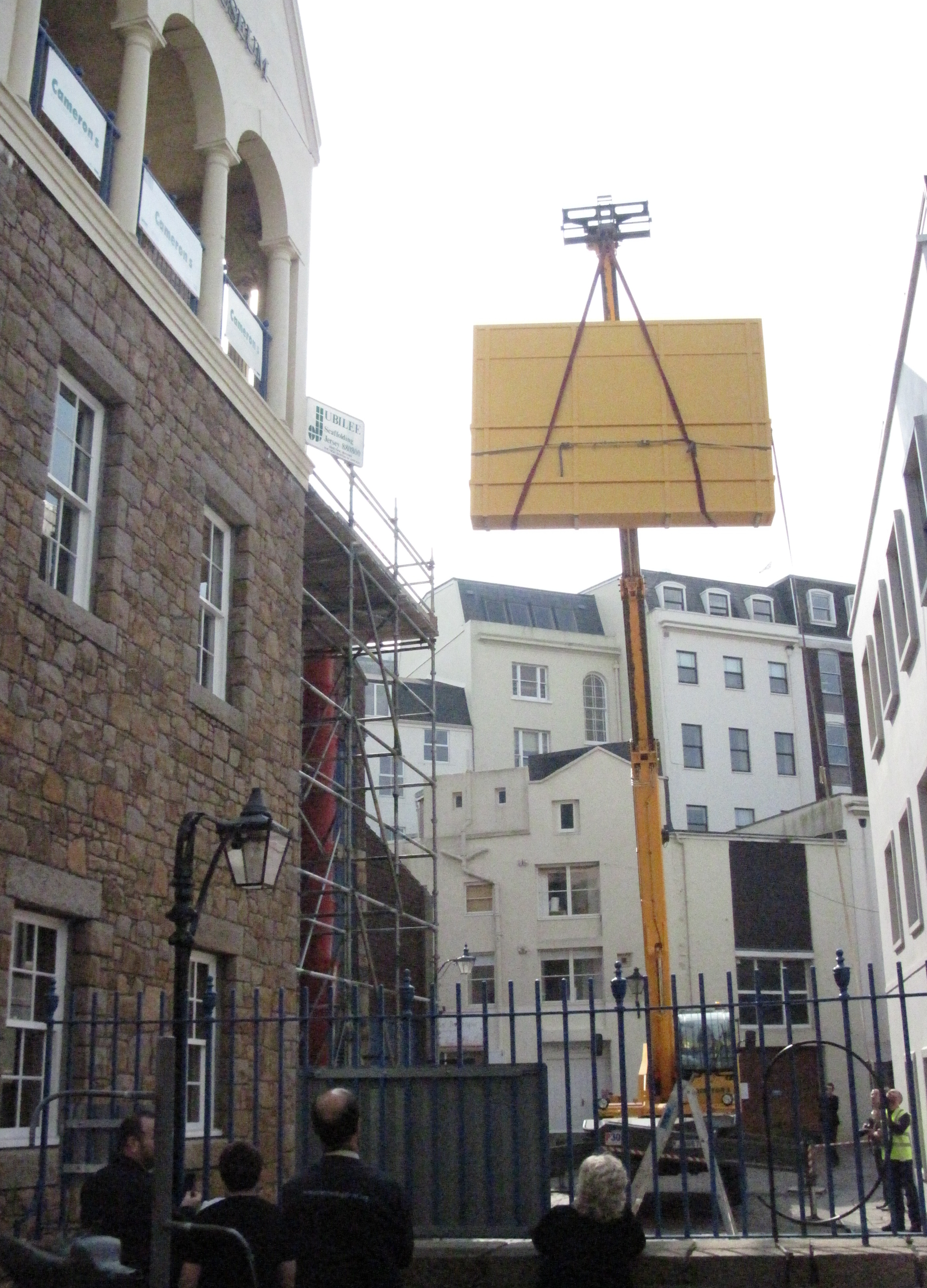
Museu de Jersey em 2012

Powell foi presidente da instituição Child Care Trust de 2001 a 2012 e Comandante da Ordem do Império Britânico (CBE) em 2005, pela Agência de Regulação Financeira e Comunitária em Jersey.  Em 2008, ele foi tema do retrato popular do ano da Instituição Jersey Heritage, tendo sido feita sua pintura a óleo, pelo artista local Jason Butler, a qual foi exposta em seu funeral e, em seguida, foi designada a uma coleção do Museu e Galeria de Arte de Jersey. Em 2009, Powell trabalhou como vice-presidente de um Grupo de Revisão por Pares da OCDE que desenvolveu padrões internacionais para troca de informações sobre fins fiscais.
O ex-ministro-chefe de Jersey, Frank Waker, teve uma estreita relação de trabalho com Powell, afirmando que ele foi o arquiteto da maior indústria e maior empregadora de Jersey: a indústria financeira de £1 bilhão. Powell se tornou um defensor do status econômico de Jersey em seus últimos anos, defendendo-a como uma jurisdição transparente e cooperativa em cúpulas internacionais, em meio às críticas que acusam a ilha de ser um paraíso fiscal e um destino para a lavagem de dinheiro. Colin Powell desempenhou um papel fundamental no crescimento e desenvolvimento da Poupança Comunitária e atuou como administrador do Fundo de Caridade da Comunidade de Jersey – que supervisionou a Poupança Limitada da Comunidade de 2010 a 2016. Ele foi Companheiro de Paul Harris do Rotary Internacional.
Em 2013, Powell alcançou o Lifetime Achievement Award pelo Instituto dos Diretores de Jersey. Em dezembro de 2015, ele foi destaque em The fall of Jersey: how a tax haven goes bust, um artigo escrito por Oliver Bullough, no jornal The Guardian. Ele foi entrevistado pelo Business Connect de Jersey por sua resposta ao artigo após a publicação. De 1999 até a sua morte, ele foi Assessor dos Assuntos Internacionais no Departamento do Ministro-Chefe local. Ainda em 2019, Powell estava trabalhando no combate às tentativas de políticos do Reino Unido para impor registros públicos de propriedade de empresas em Jersey.

## A entrevista ao Bailiwick Express

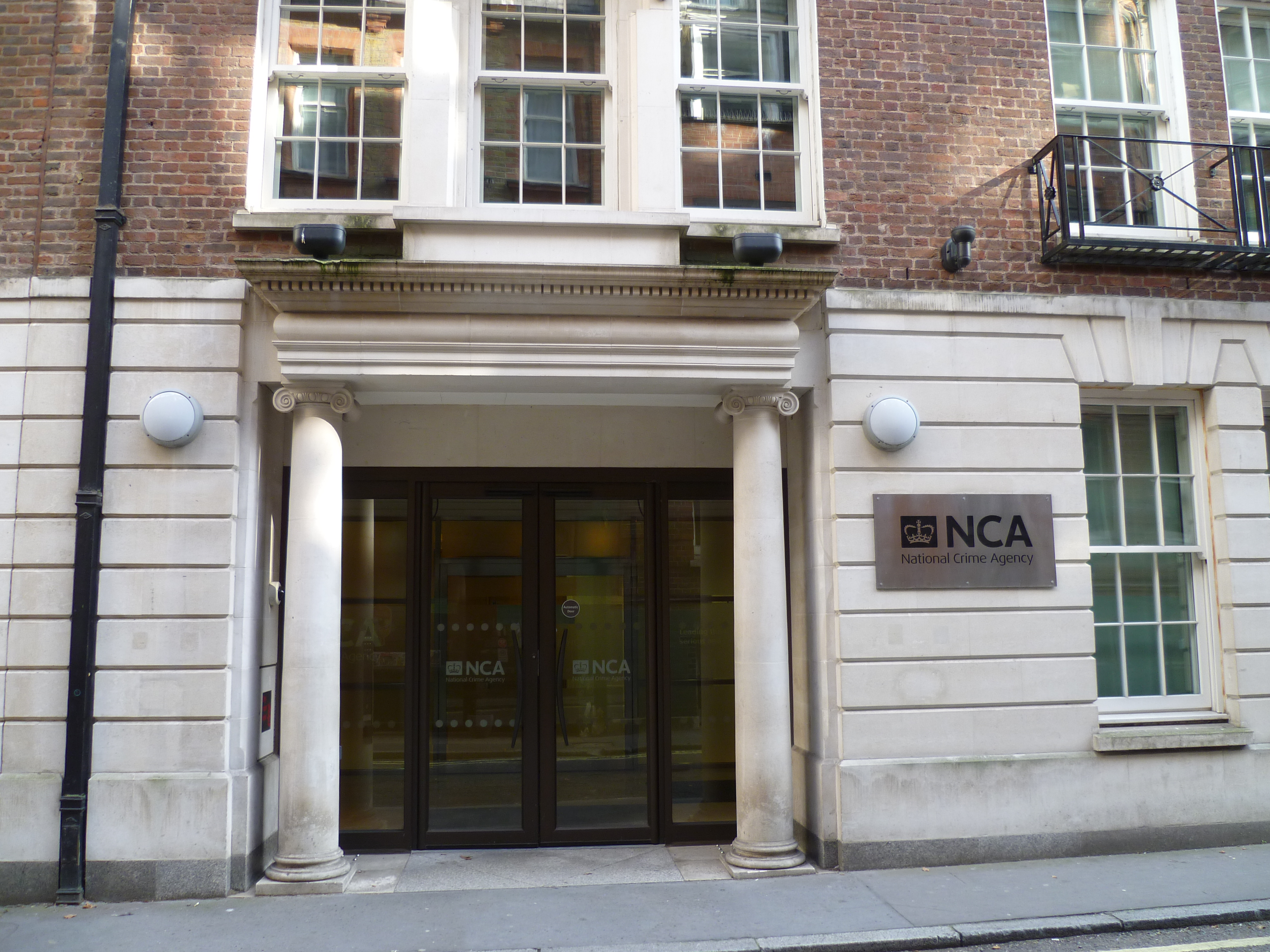
Sede da Agência Nacional do Crime, em Londres

Dezessete dias antes de seu falecimento, Powell deu entrevista ao Bailiwick Express expressando com franqueza sua opinião sobre os temas polêmicos dos registros públicos e do Brexit, afirmando que o governo do Reino Unido não legislaria para a ilha sem uma devida consulta, e também que a relação constitucional estabelecida era que eles só legislariam onde houvesse um problema de governo ou um colapso social. Segundo Powell, havia um claro reconhecimento de que as ilhas tinham autonomia doméstica, particularmente no que diz respeito à tributação.
O Express afirmou a Powell que a opinião sobre um 'bom governo' é subjetiva e perguntou o que ele achava sobre o significado do termo. Powell respondeu que Lord Bach, da Câmara dos Lordes, definiu o bom governo afirmando que é o lugar onde, pelo aspecto mais importante, transmite as informações necessárias àqueles que apoiam a proposta no Parlamento do Reino Unido, transmite informações à Agência Nacional do Crime sobre o que se está sendo feito, informações estas sobre as quais a Agência está satisfeita com o que está sendo relatado sobre os beneficiários efetivos, como foi refletido no acordo de 'troca de notas'. Essas informações podem ser obtidas em um período de 24 horas, às vezes até em uma hora. Elas são muito mais abrangentes e eficazes do que seriam em um registro público do Reino Unido.

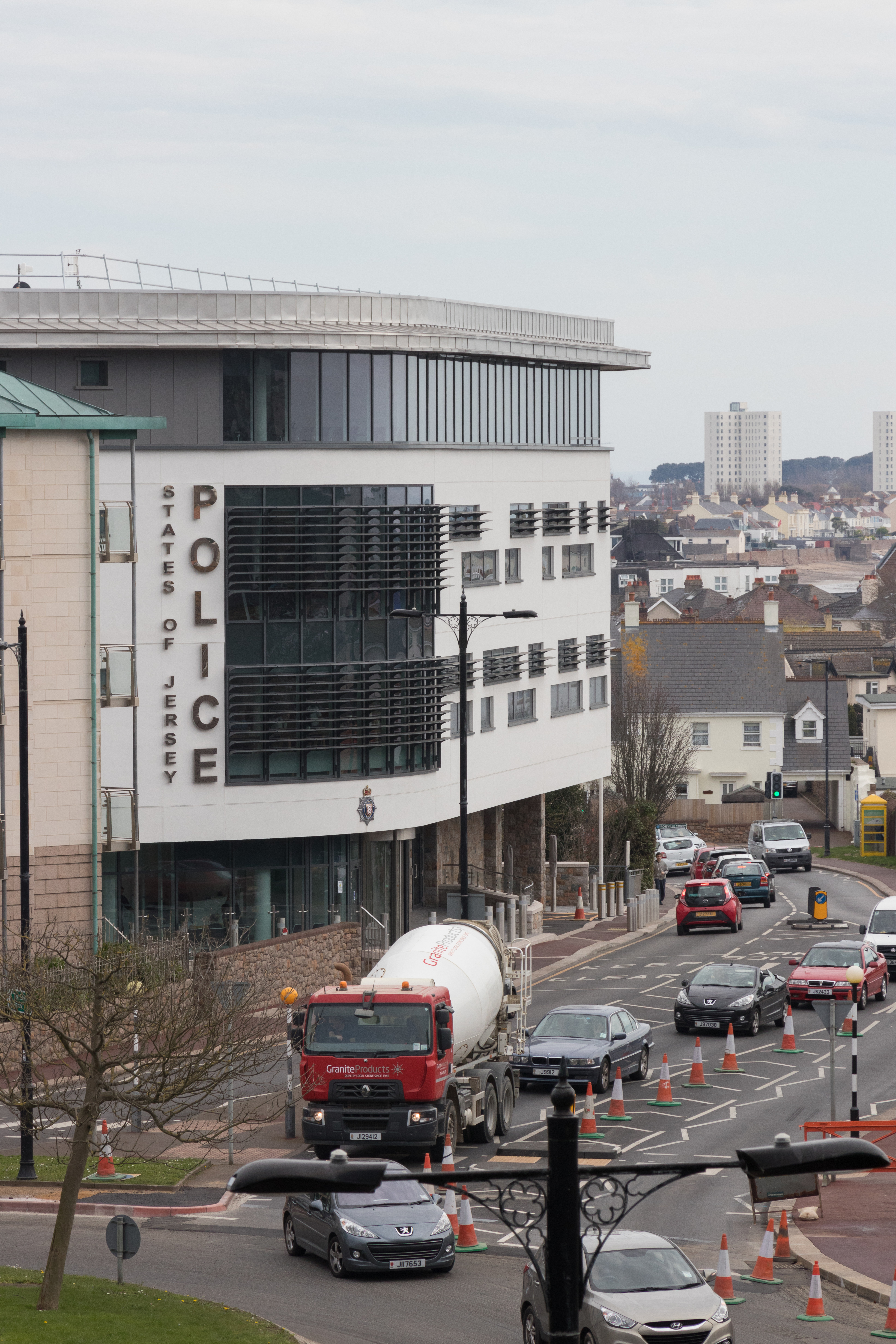
Sede da Polícia dos Estados de Jersey, em Santo Helério

Sobre a má fama de Jersey ser um paraíso fiscal, Powell afirmou que essa é uma cruz que Jersey tem que carregar, dada a natureza de sua jurisdição, que é algo contra o qual sempre haverão de lutar. Ele também afirmou que essa reputação de paraíso fiscal foi melhorada consideravelmente na década dos anos 2010, pois houve uma mudança de atitude e visão entre aqueles que representam suas jurisdições em órgãos internacionais por causa do cumprimento das normas e pelo fato da ilha ser uma referência em termos econômicos, sendo um dos primeiros governos a adotar medidas como o Common Reporting Standard, que é a troca automática de informações para países em todo o mundo e a provisão de troca de notas.

## Legado
Powell trabalhou para os Estados de Jersey por 50 anos, mantendo um escritório na Casa Cyril Le Marquand até pouco antes de sua morte. A opinião dele sobre os assuntos financeiros tem sido uma influência confiável e respeitada no governo e nas fileiras políticas da ilha de Jersey por muitos anos. Ele faleceu pacificamente aos cuidados do Hospital Geral de Jersey numa segunda-feira, dia 13 de maio de 2019. Sua morte foi anunciada pelos diretores funerários de Jersey, Pitcher e Le Quesne, afirmando que Colin foi um dos principais conselheiros locais e internacionais sobre os assuntos financeiros, com uma vasta experiência. Seu funeral ocorreu na Igreja Paroquial de Santo Helério. No funeral, powell foi homenageado com um discurso proferido pelo oficial de justiça, Sir William Bailhache, reiterando que numa reunião com funcionários da União Europeia o baixo nível de impostos de Jersey foi criticado. Ele afirmou que o oficial de impostos alemão foi particularmente agressivo, perguntando diretamente a Colin desde quando Jersey tem uma taxa de imposto de 0% para empresas controladas por estrangeiros. Colin afirmou que desde que o Comandante das Forças de Ocupação Alemãs o aprovou em 1943.
Após o funeral, o presidente-executivo da NSPCC, Peter Wanless, afirmou que Powell fazia o que podia para proteger as crianças de danos. Seus muitos anos de trabalho com a NSPCC ajudaram a manter milhares de crianças de Jersey a salvo de abuso e negligência. Uma série de palestras memoriais foram planejadas em Jersey em sua homenagem. O ministro-chefe local, o senador John Le Fondré, disse que a "contribuição de Powell para a indústria de serviços financeiros de Jersey e para a própria ilha é incalculável". Colin Powell guiou a economia de Jersey, compartilhando sua experiência com gerações de funcionários que trabalham nessa área, bem como na área das relações internacionais.

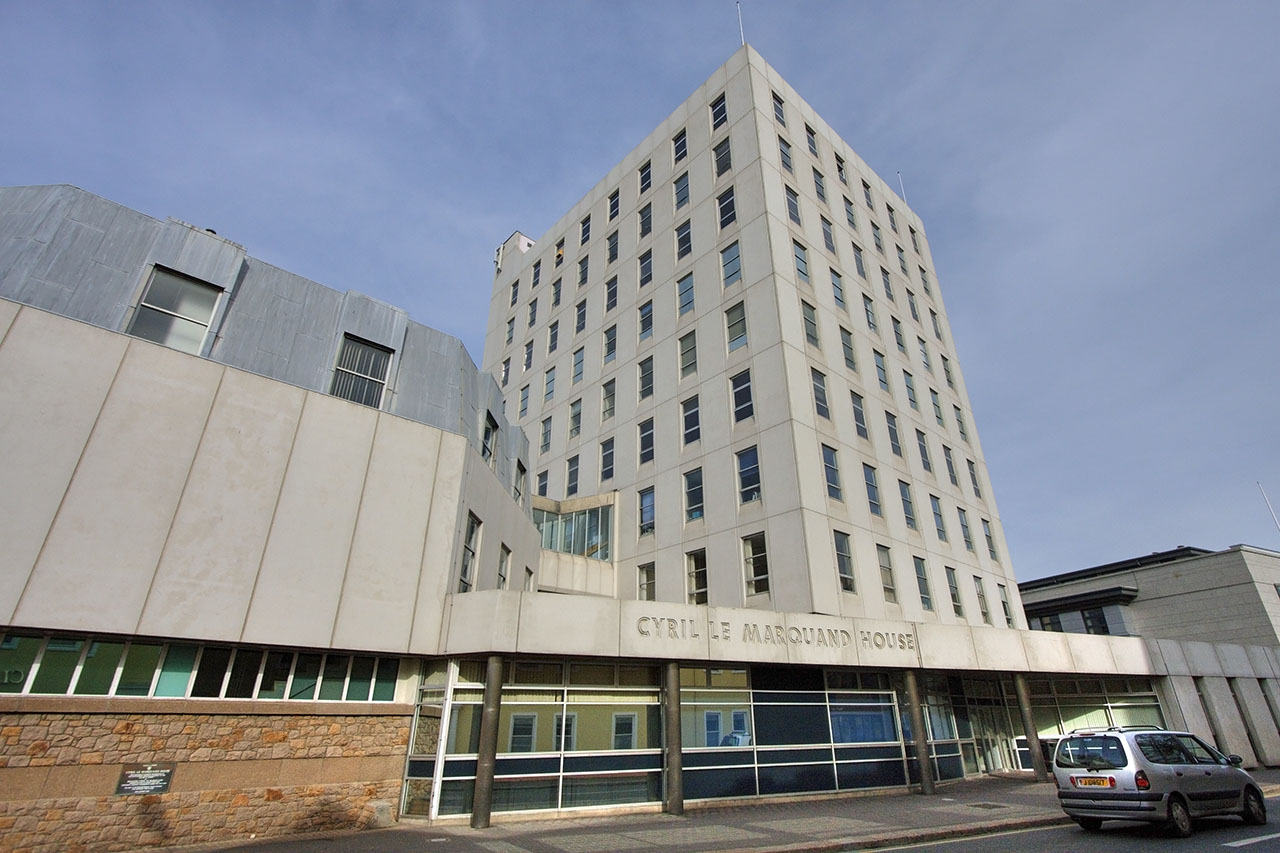
Cyril Le Marquand House, em Santo Helério

Colin também trabalhou com o senador Ian Gorst, que foi ministro-chefe do governo. O ministro afirmou que ele era respeitado globalmente em todo o mundo dos serviços financeiros e que sempre ajudava os políticos a enxergar a longo prazo. Ele é reconhecido por seu estudo sobre a economia de Jersey na década de 70 e por sua administração realizada das fortunas econômicas da ilha nos anos que se seguiram, transformando o local em um importante centro financeiro internacional. Segundo o Vice-governador de Jersey, Sir Stephen Dalton, Colin Powell ajudou a promover e orientar o Banco de Poupança Comunitária da ilha. Ele deu contribuição muito substancial para os padrões internacionais no mundo financeiro, além de ter um impacto econômico muito positivo também em Londres.
Jon Needham comentou sobre ele, um dia após a sua morte, afirmando que Colin foi um diplomata gigante no cenário mundial, um cavalheiro que despendeu seu tempo de maneira espontânea e solícita para apoiar a Ilha de Jersey e seu povo. Um livro de condolências foi aberto e colocado na recepção do prédio do Governo, na Broad Street, para o povo de Jersey prestar homenagem a Powell. O governo da ilha, juntamente com a Comissão de Serviços Financeiros, planeja estabelecer um memorial a Powell. A ideia surgiu após ele ter sido reconhecido em um evento global que reuniu 64 ministros e representantes de 186 países. Os delegados do recente Fórum Global da OCDE sobre Transparência e Troca de Informações em Paris separaram um tempo para refletir sobre a vida de Powell. No fórum, o diretor tributário da OCDE, Pascal Saint-Amans, prestou homenagem à contribuição de Powell para o fórum global. Powell teve experiência em fundos de direito comum para delegados de países de direito civil e se comprometeu com o avanço da adoção do Padrão de Relatório Comum para troca automática de informações – uma parte fundamental das licitações internacionais para combater o crime financeiro.